# Ramsberg
Ramsberg – miejscowość (tätort) w Szwecji, w regionie administracyjnym (län) Örebro, w gminie Lindesberg.
Według danych Szwedzkiego Urzędu Statystycznego liczba ludności wyniosła: 203 (31 grudnia 2015), 215 (31 grudnia 2018) i 207 (31 grudnia 2019).